# Abou Thabet
Abou Thabet ou (en arabe algérien  أبو ثابت, Abu Thabit, en berbère  ⴰⴱⵓ ⵟⴰⴱⵉⵜ , Abu Thabît), régna sur le royaume de Tlemcen en Algérie de 1352 à 1353. Il partage le pouvoir avec son frère, le sultan Abou Saïd selon un accord : Abou Saïd est chargé d'être le sultan « sédentaire ». Son frère Abou Thabet fait lui figure de sultan « nomade », il se charge de maintenir les liens avec les tribus alliées des Zianides pour prendre les territoires tombés aux mains des Mérinides,. 

## Biographie
Après le siège de Tlemcen en 1334, le sultanat Zianide tomba sous occupation Mérinides les Zianides sont dispersés dans d'autres États et villes, En 1348, les Arabes de Kairouan remporte une victoire contre les Mérinides, affaiblissant ainsi leur autorité en Ifriqiya, Après la défaite a Kairouan, le fils d'Abu'l Hassan, Abu Inan Faris, se révolte au Maroc. 
Abou Thabet y voit l'occasion de libérer son royaume et décide de rassembler une armée, il recapture Nedroma avant d'assiéger Oran en octobre 1348, ce qui ne se passe pas comme prévu. Le gouverneur mérinide, Obbou ibn Saïd, soudoie la tribu des Banu Rachid pour qu'elle déserte le champ de bataille, ce qui affaiblit l'armée d'Abou Thabet. Obbou meurt au cours de ce même siège, mais Abou Thabet est contraint de battre en retraite, Abou Thabet était sur le point de préparer une nouvelle expédition vers Oran, mais il reçut la nouvelle qu'Abu'l Hassan avait envoyé son commandant En-Nacir pour detruire les révoltes d'Abu Inan et d'Abou Thabet. Après avoir reçu le soutien des Maghraouas, Abou Thabet rencontra En Nacir à Oued Ourk, près de Miliana, avant de mettre complètement en déroute leur armée. Abou Thabet reprend Oran le 27 juillet 1349, avant d'assiéger et de recapturer Tlemcen le 13 août 1349. 

## Mort
Après la mort de son frère Abou Saïd Othmane II, Abou Thabet est poursuivi par les Mérinides et défait sur le Chélif où il tente de rassembler son camp. Il fuit vers Alger, puis Béjaïa, où le prince par crainte de l'avancée mérinide, le fait remettre au sultan mérinide Abu Inan Faris en 1353. La capture d'Abou Thabet, porte un coup dur à la dynastie zianide, mais laisse la légitimité à Abou Hammou Moussa II, un adversaire qui s’avèrera encore plus redoutable et insaisissable pour les Mérinides et qui finira par les chasser du Maghreb central en 1359.